# Gesur
Gesur era um reino arameu na Transjordânia, que fazia fronteira com a região de Argobe, de Basã, ao leste do rio Jordão. Localizado ao norte estava Maacate (Maacá).
As primeiras conquistas territoriais de Israel se estenderam até Gesur, no entanto Gesur não foi tomada.
Foi a Gesur, dominado por Talmai, avô materno de Absalão, que este refugiou-se depois de assassinar seu meio-irmão Amnon. Absalão permaneceu ali por três anos.
Tempos após ser refúgio de Absalão, Gesur e a Síria anexaram muitas cidades israelitas ao leste do rio Jordão.